# Carlton Cricket Club
Carlton Cricket Club är en cricketklubb i Australien som spelat säsonger i Victorian Premier Cricket. Klubben startades 1864 och spelar sina hemmamatcher på Princes Park i North Carlton. Klubben är känd som "Blues", och har vunnit åtta First XI-mästerskap, bland annat säsongen 2006/2007. Bland berömda spelare finns Bill Woodfull, Dean Jones, Keith Stackpole, Abdul Qadir och Carl Hooper.